# Doja Cat
Amala Ratna Zandile Dlamini (Los Angeles, 21. listopada 1995.), poznatija pod umjetničkim imenom Doja Cat, američka je reperica i pjevačica. Rođena i odrasla u Los Angelesu, u tinejdžerskoj je dobi počela snimati pjesme i objavljivati ih na SoundCloudu. Njezina pjesma „So High” privukla je pozornost izdavača Kemosabe i RCA Records, s kojima je potpisala ugovor, a potom je 2014. objavila debitantski EP Purrr!.
Godine 2018., nakon kraće glazbene pauze i objave debitantskog studijskog albuma Amala, stekla je popularnost kao internetski mem kad je objavila šaljivu pjesmu „Mooo!”. Iduće je godine objavila drugi studijski album Hot Pink, koji je ušao u prvih deset mjesta američke ljestvice Billboard 200 i s kojeg je objavljen singl „Say So”. Remiksana inačica te pjesme na kojoj gostuje Nicki Minaj dosegla je prvo mjesto ljestvice Billboard Hot 100. Njezin treći studijski album Planet Her (2021.) četiri je tjedna proveo na drugom mjestu ljestvice Billboard 200; pjesme „Kiss Me More” (na kojoj gostuje SZA). „Need to Know” i „Woman”, objavljene na tom uratku, ušle su u prvih deset mjesta američke ljestvice singlova. Na četvrtom studijskom albumu Scarlet (2023.), koji je ušao u prvih pet mjesta na ljestvici Billboard 200, okrenula se hip-hopu. „Paint the Town Red”, glavni singl s tog uratka, postala je njezina najuspješnija pjesma jer je dosegla prvo mjesto na glazbenim ljestvicama singlova u desetak država.
The Wall Street Journal nazvao ju je „vještom repericom s jakim osjećajem za melodiju i odvažnom vizualnom prezentacijom”; poznata je po snimanju videozapisa i izvedbama koje stječu popularnost na platformama za društvene mreže kao što je TikTok. Također je poznata po nadrealističkom humoru na mrežama i koncertima. U karijeri je dobila nekoliko priznanja; između ostalog osvojila je jedan Grammy (za koji je bila nominirana šesnaest puta), pet Billboardovih glazbenih nagrada, pet Američkih glazbenih nagrada i pet nagrada MTV Video Musica. Jedna je od komercijalno najuspješnijih glazbenika 2020-ih, a godine 2023. časopis Time uvrstio ju je na popis 100 najutjecajnijih ljudi na svijetu.

## Rani život
Amala Ratna Zandile Dlamini rođena je 21. listopada 1995. u losanđeleskoj četvrti Tarzani. Njezina majka Deborah Sawyer američka je grafička dizajnerica židovskog podrijetla, a otac Dumisani Dlamini južnoafrički je glumac, skladatelj i filmski producent zuluanskog etniciteta, koji je najpoznatiji po glavnoj ulozi u mjuziklu Sarafina! i filmskoj adaptaciji tog mjuzikla iz 1992. Dok je nastupao na Broadwayu, nakratko su bili u kontaktu, no zbog obaveza nije stigao provoditi više vremena s njom i njezinim bratom. Izjavio je da je napustio svoju obitelj u Americi i da se vratio u Južnu Afriku zbog čežnje za domovinom, nadajući se da će poći za njim, no Dlamini je u više navrata izjavila da se otuđila od oca i da ga „nikad nije srela”. Otac je osporio njezine tvrdnje rekavši da je u „zdravu” odnosu s kćeri i da mu je njezin menadžment pokušao uskratiti kontakt s njom zbog straha da će je „izgubiti”.
Ubrzo nakon rođenja preselila se u Rye u saveznoj državi New York, gdje je pet godina živjela s bakom po majčinoj strani. Kad joj je bilo osam godina, s majkom i bratom vratila se u Kaliforniju i počela živjeti u Sai Anantam Ashramu, komuni u Agoura Hillsu, gdje je četiri godine živjela u hinduističkoj vjeri. Dok je živjela u toj komuni, počela je nositi šalove koji prekrivaju glavu i pjevati bhadžane u hramu, no izjavila je da joj se tada činilo kako se ne smije ponašati „kao dijete”.
Obitelj joj se potom preselila u Oak Park, gdje je počela ići na sate plesa, ali se bavila i sportom; često se vozila na skateboardu i redovito je posjećivala Malibu u potrazi za kampovima za surfanje. Dlamini i njezin brat također su bili podložni rasnim predrasudama jer su bili jedina međurasna djeca na tom području.
Kad se nakon nekoliko godina preselila iz ašrama, počela je ići na satove breakdancea i pridružila se profesionalnoj trupi plesača poppinga s kojom je sudjelovala na plesnim natjecanjima diljem Los Angelesa dok je još pohađala srednju školu. Njezina tetka, učiteljica pjevanja, držala joj je satove pjevanja kako bi joj pomogla učlaniti se u losanđelesku srednju školu primijenjenih umjetnosti. Često je markirala kako bi mogla razgovarati u internetskim sobama za chat. Nakon što je izgubila interes za daljnjim školovanjem, Dlamini je u trećem razredu srednje škole shvatila kako joj je „uvijek bilo stalo samo do izvedbe i glazbe”. Naposljetku se ispisala iz škole kao šesnaestogodišnjakinja, a na tu ju je odluku potaknulo i to što pati od poremećaja hiperaktivnosti i deficita pažnje (ADHD); izjavila je: „[Č]inilo mi se kao da sam zapela dok su se svi drugi stalno kretali unaprijed.”

## Karijera

### 2012. – 2017.: Početak karijere
Izjavila je da joj je život nakon ispisa iz škole bio „zbrkan”, da je spavala na podu i da je „cijele noći i dane” provodila na internetu u potrazi za ritmovima i instrumentalnim skladbama na YouTubeu koje je potom preuzimala i iskorištavala za vlastite pjesme. Nakon što su je opčinile internetska kultura te stranice poput eBaum's Worlda i Myspacea, dok je bila nezaposlena, samostalno je učila pjevati, repati i koristiti se GarageBandom te je često stvarala pjesme i objavljivala ih na SoundCloudu. Krajem 2012. „So High” postala je njezina prva pjesma koja je trajno ostala na SoundCloudu. Karijera joj je počela na sceni nezavisnog hip-hopa; nastupala je na tulumima i reperskim okupljanjima te se povezala s reperima kao što su Busdriver, Ill Camille i VerBS. Izjavila je da joj je VerBS pomogao razraditi stil i naći joj prvu gažu. U to je vrijeme upoznala producenta Jerryja „Tizhimselfa” Powella, koji je naišao na njezin profil na SoundCloudu. Predstavio ju je producentu Yetiju Beatsu, koji ju je nagovorio da počne snimati u njegovu studiju u Echo Parku, koji joj je također poslužio kao „svojevrsna oaza [...] od nemira kod kuće”. On joj je tad pomogao stupiti u kontakt s Kemosabe Recordsom, izdavačem u vlasništvu RCA Recordsa, te je kao 17-godišnjakinja potpisala ugovor s Dr. Lukeom, predsjednikom te kuće. Taj joj je ugovor također priskrbio privremene menadžerske usluge tvrtke Roc Nation.
U kolovozu 2014. objavila je debitantski EP Purrr!, za koji je The Fader izjavio da sadrži „prostrani ritam i blues nadahnut istočnjačkom glazbom”. „So High” izdan je u prerađenoj inačici kao njezin prvi komercijalni singl prije objave EP-a, a naknadno se pojavio u trećoj epizodi prve sezone Foxove serije Imperij. Sredinom 2015. potpisala je privremeni ugovor s diskografskom kućom OGG OG-a Maca. Krajem 2016. Maco i Doja Cat snimili su pjesmu „Monster”, koja je objavljena 2017. na njegovu mixtapeu Children of The Rage. U to joj se vrijeme dogodila spisateljska blokada, zbog koje je odbila ponudu američke pjevačice Billie Eilish za gostovanje na singlu „Bellyache” iz 2017. Prestala je objavljivati pjesme dok se, prema njezinim riječima, nalazila u „kreativnom limbu”, koji su joj potaknuli manjak pozornosti diskografskih kuća, činjenica da se još „tražila” i učinci pušenja prekomjerne količine marihuane.

### 2018. – 2019.:Amalai „Mooo!”
U veljači 2018., četiri godine nakon objave posljednjeg većeg komercijalnog uratka, Doja Cat objavila je pjesmu „Roll with Us”. Idućeg je mjeseca objavila pjesmu „Go to Town” kao glavni singl s njezina debitantskog studijskog albuma, a za tu je skladbu objavila i glazbeni spot. Istog je mjeseca objavljen i drugi singl „Candy”. Ta je pjesma krajem 2019. stekla popularnost nakon što se pojavila u popularnu videozapisu na TikToku u kojem se nudio „plesni izazov”. Singl se stoga pojavio na ljestvicama u državama kao što su Australija, Kanada i Sjedinjene Američke Države, a u potonjoj je državi dosegao 86. mjesto na ljestvici Billboard Hot 100, čime je prvi put njezina pjesma dospjela na tu ljestvicu.
 Dana 30. ožujka 2018. RCA i Kemosabe Records objavili su njezin debitantski studijski album Amala, s kojeg su tri pjesme objavljene kao singlovi. Uradak nije naišao na znatan prijam; recenzenti su ga zanemarili i nije se pojavio ni na kakvim ljestvicama. Doja Cat naknadno je govorila o tom albumu s prezirom tvrdeći da je ne prikazuje posve u umjetničkom svjetlu i da to nije „dovršen album” jer je tijekom snimanja stalno tulumarila i pušila marihuanu. Izjavila je i da je uradak izdan preuranjeno zbog rokova koje su nametnule diskografske kuće, ali da ga one „gotovo uopće nisu podržale”.
U kolovozu 2018. samostalno je objavila glazbeni spot za „Mooo!”, šaljivu pjesmu apsurdnih stihova u kojima mašta o tome da je krava. Taj je spot ubrzo stekao popularnost kao internetski mem i u tjedan dana pregledan je više od tri milijuna puta. Zbog velike potražnje krajem tog mjeseca ta je pjesma objavljena na digitalnim platformama kao glavni  singl s luksuzne inačice albuma Amala. U veljači 2019. objavljen je singl „Tia Tamera”, na kojem gostuje Rico Nasty. Luksuzna inačica albuma Amala izdana je 1. ožujka 2019. te se na njoj nalaze dodatne pjesme „Mooo!”, „Tia Tamera” i „Juicy”. Smatra se da je uspjeh pjesme „Mooo!” „bespogovorno potvrdio” njezinim izdavačima da ima publiku i da su joj zbog toga počeli posvećivati više pažnje.

### 2019. – 2020.:Hot Pink
Remiksana inačica pjesme „Juicy”, na kojoj gostuje američki reper Tyga, objavljena je u kolovozu 2019. s popratnim spotom kao glavni singl s drugog studijskog albuma Doje Cat. Ta je pjesma debitirala na 83. mjestu ljestvice Billboard Hot 100, na kojoj je naposljetku dosegla 41. mjesto. Udruženje diskografske industrije Amerike (RIAA) naknadno joj je za tu pjesmu uručilo platinastu ploču. Zbog uspjeha te pjesme Amala se istog mjeseca prvi put pojavila na ljestvici Billboard 200. U listopadu 2019. objavila je pjesmu „Bottom Bitch” kao drugi singl sa svojeg drugog albuma. Ubrzo nakon toga objavljen je singl „Rules” i najavljeno je kako će se njezin album zvati Hot Pink. Hot Pink izdan je 7. studenoga 2019. i dobio je uglavnom pozitivne kritike. Dosegao je deveto mjesto na ljestvici Billboard 200. Doja Cat izvorno je trebala gostovati na pjesmi „Broward Coward” na ranoj inačici albuma Bad Vibes Forever repera XXXTentaciona, no usred preinake popisa pjesama na albumu potpuno je odbačena. Doja Cat potom je objavila singl „Boss Bitch”, koji se pojavio u glazbi za film Birds of Prey i emancipacija famozne Harley Quinn iz 2020.
U siječnju 2020. pjesma „Say So” poslana je radijskim postajama kao peti singl s Hot Pinka, a dodatnu je popularnost stekla na TikToku. Doja Cat uživo je izvela tu pjesmu u emisiji The Tonight Show Starring Jimmy Fallon u veljači 2020. Dan nakon nastupa objavila je spot za pjesmu koji je režirala Hannah Lux Davis. Ta je inačica pjesme dosegla peto mjesto na ljestvici Hot 100, čime je postala njezin prvi singl koji je ušao u prvih deset mjesta na toj ljestvici, a u Sjedinjenim Državama bila je najslušanija pjesma ženskog izvođača na platformama za streaming. U svibnju 2020., nakon objave remiksane inačice te pjesme na kojoj gostuje Nicki Minaj, ta je verzija pjesme dosegla prvo mjesto ljestvice Hot 100; time je postala prvi singl koji je dosegao to mjesto u karijeri obiju glazbenica i prva ženska rap-suradnja koja je dosegla to mjesto u povijesti.
U ožujku 2020. Doja Cat trebala je podržati Hot Pink turnejom, no ona je na kraju odgođena zbog pandemije koronavirusa. U svibnju te godine gostovala je na remiksanoj inačici pjesme „In Your Eyes”, te na singlu „Shimmy” repera Lila Waynea, izdana s luksuzne inačice njegova albuma Funeral. U lipnju te godine gostovala je na singlu „Pussy Talk” reperskog dua City Girls, a istog je mjeseca objavila spot za svoj singl „Like That”. Krajem tog mjeseca na SoundCloudu je objavila demoinačicu pjesme „Unisex Freestyle”. Na dodjeli nagrada BET bila je nominirana za nagradu u kategoriji najboljeg ženskog hip-hop-izvođača i spot godine. U kolovozu 2020. njezina je pjesma „Freak”, koja je na SoundCloudu od 2018., službeno objavljena na digitalnim platformama.
Na dodjeli MTV-jevih video-glazbenih nagrada u kolovozu 2020. osvojila je nagradu za Pusheva najboljeg novog izvođača, a na svečanosti je izvela medley pjesama „Say So” i „Like That”. Idućeg je mjeseca pjevala na remiksanoj inačici pjesme „Do It” grupe Chloe x Halle sa City Girlsom i Mulattoom. Također je s australskom pjevačicom Sijom gostovala na pjesmi „Del Mar” portorikanskog pjevača Ozune s njegova albuma Enoc, također objavljena u rujnu te godine. Remiksana inačica pjesme „Juicy”, na kojoj gostuje Tyga, bila je nominirana za najbolju R&B-pjesmu na dodjeli Billboardovih glazbenih nagrada. U listopadu 2020. gostovala je na pjesmi „Baby, I'm Jealous” američke pjevačice Bebe Rexhe, glavnom singlu s njezina drugog studijskog albuma Better Mistakes. U listopadu 2020. na dodjeli Billboardovih glazbenih nagrada Doja Cat izvela je medley pjesama „Juicy”, „Say So” i „Like That” uz burlesknu koreografiju nadahnutu mjuziklima Chicago i Moulin Rouge!. Istog je mjeseca poimence izvela pjesmu „Baby, I'm Jealous” s Rexhom u emisiji The Tonight Show Starring Jimmy Fallon i „Del Mar” s Ozunom u emisiji Jimmy Kimmel Live!. Gostovala je na pjesmi „Motive” s albuma Positions Ariane Grande, koja je dosegla 32. mjesto na ljestvici Hot 100 i koja je time postala njezina druga pjesma koja je ušla u prvih četrdeset mjesta na toj ljestvici.
Na dodjeli nagrada MTV Europea izvela je metal-inačicu pjesme „Say So” i na toj je svečanosti osvojila nagradu za najboljeg novog izvođača. Iste je godine osvojila i nagradu za novog izvođača na dodjeli nagrada People's Choice. Također je osvojila nagradu za najboljeg izvođača godine i omiljenu soul/R&B-pjevačicu na dodjeli Američkih glazbenih nagrada, gdje je izvela pjesmu „Baby, I'm Jealous” s Rexhom. Dana 24. prosinca 2020. objavila je nekoliko videozapisa na svojem kanalu na YouTubeu pod naslovom „Hot Pink Sessions”, u kojima je dvaput izvela tri pjesme uz dvije različite prezentacije. Dana 31. prosinca 2020. izvela je pjesme „Say So”, „Like That” i „Juicy” u emisiji Dick Clark's New Year's Rockin' Eve.
Prema podacima o prodaji u Sjedinjenim Državama Billboard ju je postavio na peto mjesto popisa najboljih novih izvođača 2020. i najboljih glazbenica 2020. Nakon što se potražnja za njezinim pjesmama na digitalnim platformama u SAD-u od 2019. povećala za 300 %, Rolling Stone uvrstio ju je na prvo mjesto popisa deset najvećih novih izvođača 2020. Forbes ju je proglasio „jednom od najvećih novih zvijezda 2020.” uvrstivši je na svoj popis 30 ispod 30. Godine 2020. bila je četvrta po popularnosti među glazbenicima na Googleu u SAD-u.

### 2021. – 2022.:Planet Her
Dana 7. siječnja 2021. gostovala je na pjesmi „Best Friend” reperice Saweetie i pojavila se u popratnom glazbenom spotu. Idućeg se tjedna s Megan Thee Stallion pojavila na remiksanoj inačici pjesme „34+35” Ariane Grande. Nakon objave remiksane inačice ta je pjesma dosegla drugo mjesto na ljestvici Hot 100. Početkom 2021. Dojina je pjesma „Streets” postala uspješnica nakon što su koncertne izvedbe te skladbe stekle popularnost na TikToku. Popularnost na TikToku stekao je i izazov u kojem su pomiješane pjesme „Streets” i "Put Your Head on My Shoulder" Paula Anke. „Streets” se zbog toga pojavila na ljestvici Hot 100, na kojoj je dosegla 16. mjesto. Na dodjeli nagrada Grammy te godine stekla je tri nominacije; ona sama bila je nominirana za nagradu za najboljeg novog izvođača, a njezina pjesma „Say So” bila je nominirana za nagradu za snimku godine i za najbolju samostalnu pop-izvedbu. Te ju je godine časopis Time uvrstio na popis „Timeovih 100 idućih”, u kojem se navode 100 osoba u usponu, a o njoj je na tom popisu pisao američki reper Lil Nas X.
U razgovoru s časopisom V u ožujku 2021. otkrila je da će ime njezina trećeg studijskog albuma biti Planet Her. Dana 10. travnja pjesma „Kiss Me More”, na kojoj gostuje SZA, objavljena je s glazbenim spotom kao glavni singl s albuma. Dobila je pozitivne kritike i bila je uspješna na tržištu; provela je devetnaest tjedana u prvih deset mjesta na ljestvici Hot 100, čime je postavila novi rekord za najveći broj tjedana koje je ženska glazbena suradnja provela u prvih deset mjesta te ljestvice. Ta je pjesma dosegla treće mjesto na toj ljestvici i postala je treća uspješnica Doje Cat koja je ušla u prvih deset mjesta te ljestvice. Krajem tog mjeseca izvela je pjesmu „Best Friend” sa Saweetie, „Rules”, „Streets” i samostalnu inačicu „Kiss Me More” na prvom Trillerovu boksačkom meču. Dana 23. travnja 2021. pokrenula je internetsku trgovinu NFT-jevima pod imenom „Juicy Drops”. U svibnju te godine osvojila je nagradu za najbolju R&B-izvođačicu na dodjeli Billboardovih glazbenih nagrada, gdje je sa SZA-om izvela pjesmu „Kiss Me More”. Krajem tog mjeseca izvela je inačicu pjesme bez nje u medleyju s pjesmama „Streets” i „Say So” na dodjeli iHeartRadijevih glazbenih nagrada, gdje je osvojila nagradu za najboljeg novog pop-izvođača.
Pjesma „Need to Know” objavljena je 11. lipnja 2021. uz glazbeni spot kao prvi promidžbeni singl s Planet Hera. Doja Cat napisala je da je izdala tu pjesmu prije objave „važnijeg” drugog singla, pjesme „You Right”, na kojoj se pojavljuje the Weeknd. Nekoliko sati prije objave singla „Need to Know” na društvenim je mrežama službeno potvrdila da će album biti objavljen 25. lipnja te je otkrila popis pjesama i omot albuma. Uradak je dobio uglavnom pozitivne kritike i dosegao je drugo mjesto na ljestvici Billboard 200, na kojem je ostao još dva tjedna, čime je postao prvi album koji je prva tri tjedna nakon objave proveo na drugom mjestu te ljestvice od albuma The Pinkprint Nicki Minaj u siječnju 2015. Dosegao je prvo mjesto na ljestvici albuma na Novom Zelandu i ušao je u prvih pet mjesta na ljestvicama u državama kao što su Ujedinjeno Kraljevstvo, Australija, Norveška i Irska.
Glumila je privremenu simpatiju američkog repera i komičara Lila Dickyja u drugoj sezoni televizijske serije Dave, koja je premijerno prikazana 16. lipnja 2021. Dana 10. rujna otkriveno je da je postala predstavnica tvrtke Pepsi i pojavila se u reklami u kojoj izvodi modernu verziju pjesme „You're the One That I Want” iz filma Briljantin; ta je reklama nastala kao podrška novoobjavljenu piću Pepsi-Cola Soda Shop. Prvi je put bila voditeljica na televiziji kad je u kolovozu 2021. vodila svečanost dodjele MTV-jevih video-glazbenih nagrada, tijekom koje je također izvela pjesme „Been Like This” i „You Right”. Osvojila je nagradu za najbolju suradnju (koju je podijelila sa SZA-om za pjesmu „Kiss Me More”) i nagradu za najbolju scenografiju (koju je podijelila sa Saweetie za pjesmu „Best Friend”), a bila je nominirana i za nagradu za izvođača godine, spot godine i najbolje vizualne efekte. Bio je to prvi put u povijesti da je osoba nominirana za nagradu za spot godine iste godine vodila i svečanost. Dobila je pohvale za voditeljski stil; Pitchfork je zaključio da je „oživila voditeljski posao u emisijama u kojima se dodjeljuju nagrade”.
Iste je godine gostovala na pjesmi „Scoop”, koju je snimio Lil Nas X i uvrstio na svoj debitantski studijski album Montero, koji je objavljen 17. rujna 2021. Također je gostovala na pjesmi „Icy Hot” američkog repera Younga Thuga, objavljenoj na njegovu albumu Punk, izdanu 15. listopada. Istog je mjeseca prvi put u karijeri dosegla prvo mjesto na Billboardovoj ljestvici Hot 100 Songwriters i postala je prvi rap-izvođač čije su tri pjesme („You Right”, „Need to Know” i „Kiss Me More”) ušle u prvih deset mjesta ljestvice Mainstream Top 40. Sa Saweetie je gostovala na pjesmi „Handstand” Frencha Montane, koja je objavljena na njegovu četvrtom studijskom albumu They Got Amnesia (2021.). Glazbeni spot za „Woman”, četvrti singl s Planet Hera, objavljen je 3. prosinca. Billboard je zaključio da je Doja Cat te godine bila komercijalno najuspješnija izvođačica ritma i bluesa te hip-hopa u SAD-u, ali i četvrta komercijalno najuspješnija izvođačica općenito; na popisu Hot 100 na kraju godine pojavilo se šest njezinih pjesama. Planet Her te je godine također bio šesti najprodavaniji album u SAD-u i peti najslušaniji album diljem svijeta na Spotifyu. Godine 2022. osvojila je nagradu za repericu godine i izvođača godine na dodjeli nagrada XXL. Na dodjeli nagrada Grammy bila je nominirana za osam nagrada, što je bio najveći broj nominacija za ženskog izvođača. Za „Kiss Me More” osvojila je nagradu za najbolju pop-izvedbu dua, a bila je nominirana i za nagrade za album godine (Planet Her), snimku godine („Kiss Me More”), pjesmu godine („Kiss Me More”), najbolji vokalni pop-album (Planet Her), najbolju rap-pjesmu („Best Friend”) i najbolju melodičnu rap-izvedbu („Need to Know”).
U veljači 2022. obradila je pjesmu „Celebrity Skin” američkog rock-sastava Hole u reklami za Taco Bell, koja je premijerno prikazana na Super Bowlu. Ta obrada sadrži prerađene stihove koje su zajedno napisale Doja Cat i Courtney Love, Holeova pjevačica. Krajem tog mjeseca objavljena je njezina druga suradnja s Tygom pod imenom „Freaky Deaky”, za koju je objavljen i glazbeni spot koji je režirao Christian Breslauer. Pjesmom „Vegas”, objavljenom 6. svibnja 2022., pridonijela je glazbi za biografski film Elvis Baza Luhrmanna. Gostovala je na pjesmi „I Like You (A Happier Song)” Posta Malonea, koja je objavljena u lipnju 2022. kao treći singl s njegova četvrtog studijskog albuma Twelve Carat Toothache (2023.). Za tu je pjesmu 2023. bila nominirana za Grammy za najbolju pop-izvedbu dua ili grupe, a bila je nominirana i za nagradu za snimku godine („Woman”), najbolju samostalnu pop-izvedbu („Woman”), najbolji glazbeni spot („Woman”) i najbolju rap-izvedbu („Vegas”). Po Doji Cat nazvana je pjesma „Doja” koju je u srpnju 2022. izdao britanski reper Central Cee; ta je pjesma postigla uspjeh diljem svijeta i postala je najslušanija britanska rap-pjesma na Spotifyu.
Doja Cat naknadno je progovorila o iscrpljenosti od karijere izjavivši da prezire „nebitne” obaveze i da više ne uživa u svojoj karijeri. U javnosti je nastavila govoriti o svojem nezadovoljstvu karijerom tijekom južnoameričke festivalske turneje u ožujku 2022. Nakon incidenta u koji su bili uključeni njezini paragvajski obožavatelji i zbog kojeg je otkazan njezin nastup, na Twitteru je izjavila: „Sve mi izgleda mrtvo, glazba je mrtva, a ja sam jebena glupača jer sam mislila da sam stvorena za ovo... Nije to za mene i sad odlazim. Doviđenja.”

### 2023. – danas:Scarlet
Početkom 2023. počela je najavljivati četvrti studijski album kojem je privremeni naslov bio Hellmouth. Prije toga komentirala je da će na njemu biti „pretežno rap[-pjesme]” i da će se vratiti glazbenom stilu svojih najranijih radova kako bi se odvojila od „ružičastih i mekanih stvari” te „zvukova popa i šljokičastih zvukova” kojima je stekla slavu; također se odrekla prethodnih dvaju albuma izjavivši da je njima „zgrnula novac” i da ih tvore „probavljive pop-uspješnice”. Usto je svoj izgled učinila mračnijim te ga je nazvala „pankerskim”, „eksperimentalnim” i „maničnim”, a određeni su obožavatelji takvu izmjenu imidža proglasili „demonskom” te su je optužili da je sotonistica i član iluminata. Sredinom lipnja 2023. objavila je prvi promidžbeni singl s albuma pod imenom „Attention”, čiji je popratni glazbeni spot režirala Tanu Muino. „Paint the Town Red”, glavni singl s albuma, objavljen je u kolovozu 2023. i srušio je nekoliko rekorda povezanih sa slušanjem pjesama na platformama za streaming. Bila je to njezina prva samostalna pjesma koja je dosegla prvo mjesto na ljestvicama u SAD-u i Ujedinjenom Kraljevstvu te koja je dosegla prvo mjesto na ljestvici Billboard Global 200. Istog je mjeseca otkriveno da će naslov albuma biti Scarlet. Drugi promidžbeni singl „Demons” objavljen je početkom rujna 2023. uz glazbeni spot koji je režirao Christian Breslauer i u kojem je glumila američka glumica Christina Ricci. Album je objavljen 22. rujna 2023.; dobio je uglavnom pozitivne kritike i ušao je u prvih pet mjesta na ljestvicama albuma u SAD-u, Ujedinjenom Kraljevstvu i Kanadi. Doja Cat potom je otišla na sjevernoamerički dio svoje prve turneje po arenama pod imenom The Scarlet Tour, a podržale su je reperice Doechii i Ice Spice.
Luksuzna inačica albuma pod imenom Scarlet 2 Claude objavljena je 5. travnja 2024. i nazvana je po Claudeu Frollu, liku iz Zvonara crkve Notre Dame. Na toj se inačici albuma nalaze i suradnje s američkim reperima kao što su ASAP Rocky i Teezo Touchdown; Touchdown je gostovao na singlu „Masc”.

## Umjetnički rad

### Utjecaji
Doja Cat izjavila je da je Nicki Minaj najviše utjecala na nju. U razgovoru s Billboardom komentirala je da „obožava sve što je Nicki Minaj izdala”. Na pjesmi „Get Into It (Yuh)” s albuma Planet Her (2021.) odaje počast Minaj i služi se stihovima i reperskom tehnikom kojima se koristila Minaj na svojem debitantskom singlu „Massive Attack”. Kritičari su primijetili da je cijeli taj album nadahnula sama Minaj a The New Yorker istaknuo je da na njemu „razvija nasljeđe pop-rapa koje je utemeljila njezina prethodnica Nicki Minaj”. Također je navela Lauryn Hill i Bustu Ryhmesa kao neke od izvođača koji su najviše utjecali na nju. U raspravi o Busti Rhymesu izjavila je: „[A]ko čujem ritam koji bi Busta Rhymes totalno razvalio, poslužim se glasom kako bih repala slično kao on.”
Izjavila je da su joj među važnijim izvođačima i Rihanna, Beyoncé, D'Angelo, Missy Elliott, Christina Aguilera, Pharrell Williams, i Lil' Kim. Nadahnuće crpi iz svojeg iskustva na internetu i supkultura s kojima je bila u doticaju u tinejdžerskoj dobi, ali je nadahnjuju i izvođači koje joj je majka predstavila u djetinjstvu, među kojima su Fugees, Erykah Badu, Jamiroquai, Earth, Wind & Fire, Black Eyed Peas, Seal, Tupac, Aaliyah, DMX, India Arie i TLC. Na Purrr! (2014.) i različite dijelove njezine rane karijere utjecale su i hinduistička te japanska kultura. U intervjuu koji je s njom odradio radijski voditelj Big Boy izjavila je da joj se sviđaju Janet Jackson i Prince.

### Umjetničko ime i lik
Godine 2012., dok je bila tinejdžerica, njezino su umjetničko ime nadahnule jedna od njezinih mačaka i njezin omiljeni soj marihuane. Izjavila je: „Bila sam jako ovisna o travi i kulturi trave. Kad sam počela repati, sjetila sam se riječi 'doja' i zvučalo mi je kao ime za curu.” Otada se s blažim prezirom odnosila prema tom imenu i povezanim likom; u studenome 2021. izjavila je: „[P]o imidžu sam bila napušena hipijevka, ali nisam takva.”

### Glazbeni stil i tematika
Njezina glazba žanrovski pripada hip-hopu, popu, ritmu i bluesu, te pop rapu. Upitana kako želi biti upamćena, Doja Cat izjavila je kako bi htjela da se pamti po svestranosti ne samo u glazbi nego i u vizualnoj umjetnosti i plesu. Drugi studijski album Hot Pink oblikovala je koristeći se vlastitim ritmovima te videozapisima koje je sama osmislila. Izjavila je da je tim albumom resetirala svoju karijeru i ponudila „najprofinjeniju, najisklesaniju” verziju sebe. Taj uradak, koji obilježava njezin eskapistički pogled na svijet i vedar prizvuk pjesama, nadahnule su znatne promjene u njezinu životu i „prosvjetljujuće” iskustvo s LSD-jem zbog kojeg je prestala pušiti cigarete i marihuanu.
Na pjesmi „Naked” s albuma Planet Her nalazi se šaljiva aluzija na biseksualnost; u njoj spominje da joj se „sviđaju i banane i breskve”, a njezin singl „Bottom Bitch” također se može shvatiti kao metafora za lezbijski spolni odnos.

## Osobni život
Poznata je po tome što „drage volje skreće pozornost sa svojeg osobnog života”. Živjela je u kući u Beverly Hillsu koju je 2021. kupila za 2,2 milijuna dolara, a u rujnu 2022. prodala ju je za 2,5 milijuna dolara.
Bila je u kratkoj otvorenoj vezi s američkim glazbenikom Jawnyjem od kolovoza 2019. do veljače 2020. Premda nije otvoreno potvrdila kakve je seksualne orijentacije, aludirala je na queer identitet izjavivši da joj se sviđaju „ljudi s kojima se [može] seksati. A možete se seksati s bilo kim.”
U lipnju 2020. donirala je 100 000 dolara zakladi Justice for Breonna Taylor kako bi podržala njezinu obitelj.
U siječnju 2024. njezina je majka zatražila od suda da njezinu starijem bratu Ramanu Dalithandu Dlaminiju privremeno zabrani prilazak jer je navodno zlostavljao i nju i Doju.

### Zdravlje
U svibnju 2022. na Twitteru je progovorila o svojoj ovisnosti o nikotinu i spomenula je da joj se zbog pušenja e-cigareta upalio krajnik; liječnici su ga morali otvoriti lancetom i morala je otići na tonzilektomiju, zbog čega je bila primorana otkazati nastupe na ljetnim festivalima i podršku the Weekndu na njegovoj turneji After Hours til Dawn Tour.

## Polemike
Godine 2018. izazvala je polemike na društvenim mrežama kad je otkriveno da je na Twitteru više puta upotrijebila riječ „faggot” („peder”). U tvitu iz 2015. tom je riječju opisala repere kao što su Tyler, the Creator i Earl Sweatshirt. U početku je branila svoje prošle komentare, ali se poslije ispričala i potom je izbrisala tvitove. Zbog te ju je polemike New Musical Express proglasio Milkshake Duckom godine. U ožujku 2020. izazvala je negativne reakcije nakon što je na Instagram Liveu rekla da je COVID-19 „samo gripa” i da je se ne boji. Te je godine također izazvala negativne reakcije zato što je sudjelovala u proslavi Noći vještica i rođendana Kendall Jenner tijekom pandemije koronavirusa.
U svibnju 2020. na vidjelo je izišla njezina pjesma „Dindu Nuffin” iz 2015. „Dindu Nuffin” izraz je alternativne desnice kojim se ismijavaju afroamerički pritvorenici koji tvrde da su nevini. Nakon što se ispričala, Doja Cat izjavila je da je pjesmom htjela izmijeniti značenje tog izraza, ali da je to ipak bila „loša odluka”. Također je osporila tvrdnju da je ta pjesma potaknuta smrću Sandre Bland i izjavila je da je to „jedna od najgorih glasina s kojom se suočila”. Na Instagramu se osvrnula na optužbe nakon što je internetom počela kružiti snimka na kojoj u prostoji za chat na Tinychatu govori riječ „nigger” („crnčuga”). Ispričala se svima koje je to uvrijedilo i izjavila je kako nije trebala biti na određenim stranicama za chat premda je i dalje tvrdila kako nikad nije sudjelovala u rasističkim raspravama. Česti posjetitelji tog chata naknadno su se javili i otkrili da sama prostorija za chat nije bila izričito namijenjena rasističkim raspravama te da Doja Cat nikad nije rekla ništa diskriminirajuće u tim razgovorima.
Njezina izvedba pjesme „Say So” na dodjeli glazbenih nagrada MTV Europea 2020. izazvala je negativne reakcije nakon što su pojedini gledatelji primijetili da je gitaristička solodionica odsvirana u pjesmi identična onoj u Plinijevoj pjesmi „Handmade Cities” iz 2016. Plini je idućeg mjeseca izjavio da mu se Doja Cat ispričala.
U ožujku 2022. zaprijetila je da će napustiti glazbu zbog negativnih reakcija izazvanih događajem koji se odvio dok je bila u Paragvaju. Došla je u tu državu kako bi nastupila na festivalu Asunciónico, koji je naposljetku otkazan zbog lošeg vremena. Njezini su se obožavatelji nakon toga okupili pred hotelom u kojem je odsjela kako bi je mogli vidjeti. Kako im se nije odlučila pridružiti, optužili su je da je nepristojna i ravnodušna. Na društvenim mrežama nije objavila ništa u vezi s Paragvajem, zbog čega su se njezini tamošnji obožavatelji  požalili da se uopće ne obazire na njih. Doja Cat potom je u nizu tvitova napisala da joj nije žao i da će napustiti glazbenu industriju, a potom je promijenila svoje korisničko ime u „I Quit.” („Odustajem.”). Međutim, dva dana poslije vratila se na platformu i u novim je tvitovima napisala da cijeni svoje obožavatelje.
U srpnju 2023. izazvala je negativne reakcije zbog komentara na Threadsu, u kojima je navodila na zaključak da ne cijeni svoje obožavatelje, zbog čega ju je na Instagramu prestalo pratiti više od 250 000 ljudi.
Dana 6. listopada 2023. na Instagramu je objavila fotografiju na kojoj nosi majicu s likom Sama Hydea, komičara koji se povezuje s alternativnom desnicom. Kako je ta slika izazvala brojne negativne reakcije, naknadno ju je izbrisala i umjesto nje postavila drukčiju fotografiju na kojoj se Hydeov lik ne vidi.

## Imidž u javnosti
Doja Cat poznata je po glazbenoj svestranosti; pjeva, repa, bavi se produkcijom i pleše. Često nazivana ekscentričnom, poznata je po apsurdnom smislu za humor koji iskazuje na objavama na društvenim mrežama. Bryan Rolli iz Forbesa napisao je: „Iza ravnodušna, bezobrazna lika Doje Cat stalno na internetu skriva se neumoran rad; u isto vrijeme pjeva bolje, repa brže i pleše jače od brojnih svojih vršnjaka.”
U članku za Okayplayer Robyn Mowatt zaključila je da „Doja kao pjevačica, reperica i zabavljačica vodi obožavatelje na razulareno putovanje koje sadrži pamtljive stihove, prijenose uživo, čudnu odjeću i upečatljive popularne trenutke. Njezine obožavatelje ne uzbuđuje samo glazba nego i njezini nastupi, koji se uglavnom odlikuju mrvicom ekscentričnosti”.
Kako je postala jedna od najuspješnijih glazbenika 2020-ih, Billboardovo uredništvo napisalo je da bi „bilo teško navesti bilo koja tri glazbenika koji više određuju 2020-e od Doje Cat”.

## Diskografija
Studijski albumi
- Amala (2018.)
- Hot Pink (2019.)
- Planet Her (2021.)
- Scarlet (2023.)

## Filmografija

### Televizija
| Godina        | Naslov                                    | Uloga                    | Bilješke                    |
| ------------- | ----------------------------------------- | ------------------------ | --------------------------- |
| 2019. – 2020. | Wild 'n Out                               | Ona sama (dvije epizode) |                             |
| 2020.         | Post Malone's Celebrity World Pong League | Ona sama                 |                             |
| 2020.         | Dick Clark's New Year's Rockin' Eve       | Ona sama                 |                             |
| 2021.         | Dave                                      | Ona sama                 | Epizoda: „Somebody Date Me” |
| 2021.         | Dodjela MTV-jevih video-glazbenih nagrada | Voditeljica              |                             |

## Nagrade i nominacije
U karijeri je stekla brojna priznanja; osvojila je jedan Grammy, pet Billboardovih glazbenih nagrada, pet Američkih glazbenih nagrada, četiri MTV-jeve video-glazbene nagrade i glazbenu nagradu iHeartRadija.
Dana 27. siječnja 2024. njezin je singl „Paint the Town Red” dosegao prvo mjesto na slušateljskoj anketi Hottest 100 (100 najpopularnijih pjesama 2023.) na australskoj radijskoj postaji Triple J.

## Turneje

### Kao glavni izvođač
- Amala Tour (2018. – 2019.)[262][263]
- The Scarlet Tour (2023. – 2024.)[264]

### Kao potpora
- Theophilus London – Vibes Tour (2015.)[265]
- Lizzo – Good as Hell Tour (2017.)[266]